# دير سورب كارابيت
دير سورب كارابيت في موش (بالأرمنية: Մշո Սուրբ Կարապետ վանք، ويُلفظ مشو سورب كارابيت فانك)، هو دير تابع للكنيسة الرسولية الأرمنية، كان يقع في مقاطعة تارون التاريخية الأرمنية، على بُعد نحو 30 كيلومترًا شمال غرب مدينة موش في ما يُعرف اليوم بشرق تركيا.

## التاريخ
بحسب التقليد الأرمني، تأسس الدير في القرن الرابع الميلادي على يد القديس غريغوريوس المنور، ويُقال إنه شُيِّد في الموقع الذي دُفن فيه رفات القديس يوحنا المعمدان (سورب كارابيت بالأرمنية). وقد أصبح الدير أحد أهم المراكز الدينية والثقافية في أرمينيا الكبرى، كما لعب دورًا رئيسيًا في الحياة الروحية والتعليمية للأرمن لعدة قرون.

## الأهمية الدينية والثقافية
كان دير سورب كارابيت مركزًا للحج الأرمني لعدة قرون، ويُعتبر من أقدس المزارات في التقاليد الكنسية الأرمنية. كما احتوى على مكتبة واسعة ومخطوطات نادرة، وجذب كتّابًا ورهبانًا وعلماء لاهوت من مختلف أنحاء أرمينيا.

## التدمير
تعرض الدير لأضرار كبيرة خلال الإبادة الجماعية للأرمن في عام 1915، إذ تم إخلاؤه وتدميره، ولم يبقَ منه سوى آثار قليلة. واليوم، يقع موقع الدير ضمن الأراضي التركية، ويُستخدم جزء منه كمزرعة، بينما اندثرت معظم معالمه المعمارية الأصلية.

## تسميات أخرى
عُرف الدير أيضًا بأسماء أخرى مثل:
- دير القديس يوحنا المعمدان
- دير موش الكبير

## وصلات خارجية
- بحث حول دير سورب كارابيت – Armenian Architecture Research
- صور وخرائط – مكتبة الكونغرس الأمريكية